# Noblella carrascoicola
Noblella carrascoicola es una especie de anfibio anuro de la familia Strabomantidae. Se distribuye por Bolivia.